# Triješnica
Triješnica su naseljeno mjesto u sastavu Grada Bijeljine, Republika Srpska, BiH.

## Stanovništvo
| Triješnica         |              |
| godina popisa      | 1991.        |
| Srbi               | 287 (98,96%) |
| Muslimani          | 0            |
| Hrvati             | 2 (0,68%)    |
| Jugoslaveni        | 0            |
| ostali i nepoznato | 1 (0,34%)    |
| ukupno             | 290          |